# Марченко Мія
Мія Ма́рченко (21 вересня, 1983) — українська письменниця та перекладачка з англійської і французької мов, кандидатка філологічних наук з літературознавства.

## З життєпису
Народилася 1983 року в Києві, де мешкає й дотепер. Творить фентезійні світи з дванадцяти років, цікавиться історією та психологією. Обожнює рослини, їхню таємничу мову і магію. Колекціонує київські шорт-кати (або короткі проходи), а також старі дворики.
2005 року з відзнакою закінчила філологічний факультет Київського національного університету ім. Т. Г. Шевченка за спеціальністю «російська мова і література». 2009 року захистила кандидатську дисертацію «Паризький текст у прозі письменників молодшого покоління російської еміграції першої хвилі» (російською мовою). 
Брала участь у «Творчій майстерні» В.Аренева, вдосконалювала письменницьку майстерність на курсах проекту Litosvita, де тепер є лекторкою курсів з перекладацької та письменницької майстерності. Пройшла курс креативного письма від Method Writing.
Авторка роману-фентезі для підлітків Місто Тіней» («Фонтан казок», 2016), що отримав відзнаку «Дебют року у прозі» (Топ літпорталу БараБука 2016), дитячих гуморних книжок «Сором'язливий Сальватор» 5+ та «Майка Паливода обирає професію» 9+, та, у співавторстві з Катериною Пекур, міського фентезі «Діти вогненного часу» («Рідберрі», 2024), а також численних оповідань, що виходили у збірках «Жахлива книжка», «Хто творить Різдво», «Сім святкових бажань», «КотигорошкА», «Серце міста: антологія міського фентезі» та ін.
Лауреатка літературних конкурсів:
- «Коронація слова» (2016, за найкращий прозовий твір для дітей середнього шкільного віку).
- Здобула Корнійчуковську премію-2016 — за найкращий прозовий твір для дітей старшого віку та юнацтва.
- Отримала відзнаку «Дебют року» 2016 від літературного порталу «БараБука». за роман «Місто Тіней».
- Перемогла в літературному конкурсі «Напишіть про мене книжку», 2016, від видавництва «Фонтан казок».
- Лавреатка конкурсу «Без Меж», Одеса, 2019, за оповідання «Перетворення».
- Лавреатка Всеукраїнської національної літературної премії імені Всеволода Нестайка 2023, за книжку «Майка Паливода обирає професію» (видавництво «Читаріум»)[3]
- Розділила відзнаку «Фентезі року 2024» від літературного порталу «БараБука» за роман «Діти вогненного часу» зі співавторкою, Катериною Пекур.

Перекладає з французької та англійської мов, шортлістер перекладацької премії «Метафора» (2016). Входить у двадцятку найкращих перекладачів із французької мови за версією міжнародного конкурсу INALCO OPEN KIDS 2016 (Париж, Франція) за переклад творів Бернара Фріо.
Здобула "Le Prix Skovoroda", 2017 за переклад роману Тімоте де Фомбеля, «Тобі Лолнесс» і «досконале розуміння специфіки перекладу дитячої літератури».
Співпрацює з видавництвами «Наша Ідея», "А-БА-БА-ГА-ЛА-МА-ГА", «Читаріум», «Жорж», "Артбукс", "Час майстрів", "Ірбіс-комікси", «RNK» та «READBERRY».
Є однією з перекладачок серії «Зростаємо зі Смурфами» та гуморного мальопису «Сестри», від видавництва «Iрбіс Комікси».
______________________________________________________________________________________________________
Бібліографія:
- Марченко Мія, «Гарбузова насінина», оповідання, журнал «Дніпро», 2013;
- Марченко Мія, «Білий рояль», оповідання, Антологія випускників проекту «LITOSVITA», 2015
- Марченко Мія, «Фея осіннього листя», оповідання, журнал «Дніпро», 2017
- Марченко Мія, «Місто Тіней», фентезі-роман, «Фонтан Казок», 2017, Київ, 345 с.
- Марченко Мія, «Сором’язливий Сальватор», «Ранок», 2018, Харків, 24 с.
- Марченко Мія, «Чорні тюльпани», оповідання, «Ранок» 2018, Харків, 45-65 с.
- Марченко Мія,  «Місто Тіней», фентезі-роман, «Наш формат», 2020, Київ, 364 с.
- Марченко Мія, «Уночі Бефана ходить», оповідання у збірці «Сім святкових бажань», «Читаріум», 2020, Харків, 65-89 с.
- Марченко Мія, «Майка Паливода обирає професію», дитяча повість, «Читаріум» 2021, Харків, 124 с.
- Марченко Мія, «Директор саду, котрого немає», оповідання у збірці «Серце міста. Антологія фантастичних оповідань», РЖБ-Азімут, 2021, 265 - 278 с.
- Марченко Мія, «Вона – є», оповідання у збірці «Хто творить Різдво», 2021, «Чорні вівці», Чернівці, 102-108 с.
- Марченко Мія,  «Місто Тіней»,  фентезі-роман, «Жорж», 2025, Харків, 307 с.
- Марченко Мія, «Дипломатія князівни Анни», поламана казка у збірці «КотигорошкА», Ранок, Харків, 2021, 54-89 с.
- Marchenko Mia, “Unspoken” essay, published in the Onthebus/ War: inside & out/ a collective issue. BamBaz Press, Los Angeles, 2021;
- Marčenko Mija, «Kijivas dienasgrāmata», Gadasgrāmata, Ventspils, 2024, p. 221-225
- Марченко Мія, Катерина Пекур, «Діти вогненного часу», Харків, «Рідбері», 2024, 640с.

______________________________________________________________________________________________________
Серед перекладів:
- Марджері Вільямс. «Вельветовий кролик, або як оживають іграшки», «Час майстрів», Харків, 2016
- Тімоте де Фомбель. Тобі Лолнесс. На волосину від загибелі, «Час майстрів», Харків, 2016
- Тімоте де Фомбель. Тобі Лолнесс. Очі Еліші. «Час майстрів», Харків, 2017
- Наомі Алдорт. Ростимо дитину, ростимо себе. «Час майстрів», Харків, 2017
- Даніель Пеннак. «Око вовка». «Час майстрів», Київ, 2018
- Даніель Пеннак. "Той ще песик", "Час майстрів", Київ 2019 (під псевдонімом Ася Вісінська).
- Бернара Війо. «Викрадач місяця», «Моя книжкова полиця», Київ, 2019.
- Ліз Кесслер. Хвісторія Емілі Віндснеп / пер. з англ. Мії Марченко. — Київ: Книголав, 2019. — 288 с. іл. — (Серія «Дитяча полиця»)
- Ліз Кесслер Емілі Віндснеп і монстр із глибин / пер. з англ. Мії Марченко. — Київ: Книголав, 2019. — 256 с. іл. — (Серія «Дитяча полиця»)
- Квентін Ґребан Ким я мрію бути? / пер. з фр. Мії Марченко. — Київ, Nebo Booklab Publishing, 2020. — 32 с.
- Бенедікт Карбоніль, Мішель Дерульйо Почитай мені книжку / пер. з фр. Мії Марченко. — Київ, Nebo Booklab Publishing, 2020. — 26 с.
- Джессіка Мартінелло, Грегуар Мабір Навіть монстри чистять зуби / пер. з фр. Мії Марченко. — Київ, Nebo Booklab Publishing, 2020. — 26 с.
- Дідьє А., Мюллер О., Еміль і Марго. Монстрам вхід заборонено / пер. з фр. Мії Марченко. — Харків, «Читаріум», 2020. — 96 с.
- Дідьє А., Мюллер О., Еміль і Марго. Жахливі пустощі. / Пер. з фр. Мії Марченко. — Харків, Читаріум, 2021. — 96 с.
- Дідьє А., Мюллер О., Еміль і Марго. Монстрячі бешкети / Пер. з фр. Мії Марченко. — Харків, Читаріум, 2021. — 96 с.
- Маклаклен Дженні. Земля Реву. / Пер. з англ. Мії Марченко. — Київ, Книголав, 2021. — 368 с.
- Портер Елінор. Полліанна виростає / Переклад з англ. Мії Марченко, — К.: Час майстрів.
- Гібер Е., Бутаван М.,  Аріоль. Маленький ослик, схожий на нас із тобою. / Пер. з фр. Мії Марченко. — Київ, Час майстрів. 2021. — 96 с.
- Гібер Е., Бутаван М.,  Аріоль. Лицар Лошак. / Пер. з фр. Мії Марченко. — Київ, Час майстрів. 2021. — 96 с.
- Лінстед Сільвія. Дикий Народ. / Пер. з англ. Мії Марченко. — Харків, Жорж. 2022. — 453 с.
- Лінстед Сільвія. Дикий народ. Повстання. / Пер. з англ. Мії Марченко. — Харків, Жорж. 2023. — 464 с.
- Джеймі Літтлер. Еш і поклик крижаного серця / Пер. з англ. Мії Марченко. — Харків, «Читаріум». 2023. — 450 с.
- Ален Жост, Тьєрі Кюлліфорт, Ален Морі. Смурфи та Різдвяна буря / Пер. з фр. Мії Марченко. — Львів. Видавництво «Ірбіс Комікси», 2022. — 48с.
- Стів Річардсон. Кроличка Пейслі і конкурс будиночків на дереві. / Пер. з анг. Мії Марченко. — Харків, «Час майстрів», — 48 ст.
- Софі Дьоед. Естер і Мандрагор. Ботаніка і чари. / пер. з фр. Мії Марченко. — Дніпро. Nasha idea, 2022. — 128 c.
- Сільвія Дує. Чароліна. Дівчинка, що любить звіромонстрів / пер. з фр. Мії Марченко. — Дніпро. Nasha idea, 2022. — 48 c.
- Жером Альк'є, Арно Доллен. Сент Сейя. Лицарі зодіаку / пер. з фр. Мії Марченко. — Львів. Видавництво «Ірбіс Комікси», 2023. — 98 с.
- Дідьє А., Мюллер О., Еміль і Марго. Дякуємо, монстри! / Пер. з фр. Мії Марченко. — Харків, «Читаріум», 2023. — 96 с.
- Дідьє А., Мюллер О., Еміль і Марго. Світ навиворіт! / Пер. з фр. Мії Марченко. — Харків, «Читаріум», 2023. — 96 с.
- Сільвія Дує. Чароліна. Моє фантастичне покликання / пер. з фр. Мії Марченко. — Дніпро. Nasha idea, 2023. — 48 c.
- Альветт і Моретті. Сад фей. Хранителька фей, т.1 / пер. з фр. Мії Марченко. — Дніпро. Nasha idea, 2023. -  72 c.
- Мікаєль Брюн-Арно. Мемуари Лісу. Спогади Фердинанда Крота т.1/ пер. з фр. Мії Марченко. — Дніпро. Nasha idea, 2023. -  315 c.
- Мікаєль Брюн-Арно. Мемуари Лісу. Щоденники Корнеліуса Лиса т.2 / пер. з фр. Мії Марченко. — Дніпро. Nasha idea, 2024. -  317 c.
- Мікаєль Брюн-Арно. Мемуари Лісу. Дух зими т.3 / пер. з фр. Мії Марченко. — Дніпро. Nasha idea, 2025. -  331 c.
- Орсі Теа. Легенди прадавнього лісу / пер з англ. Мії Марченко. — Київ, Книголав, 2024 р. — 64 с.
- Клотильда Губелі. АПЧХИ! / Пер. з фр. Мії Марченко. — Харків, «Читаріум», 2024. — 48 с.
- Наталі Даржан. Різдвяний бенкет / Пер. з фр. Мії Марченко. — Харків, «Читаріум», 2024. — 52 с.
- Крістоф Арлестон, Одрі Альветт. Гримуар Ельфі. Майже-острів, т.1. / пер. з фр. Мії Марченко. — Дніпро. Nasha idea, 2023. — 72 c.
- Джулія Дональдсон. Улюблена книга Чарлі Кука. / пер з англ. Мії Марченко. — Харків, «Читаріум», 2023. — 48 с.
- Луїза Грейг, Антуан де Сент-Екзюпері. Маленький принц / пер. з англ. Мії Марченко. — Харків, «Читаріум», 2022. — 48 с.
- Мохамед Прімі. Убивця лісу / пер з англ. Мії Марченко. — Харків, "Жорж", 2025, — 134 с.